# Karl Wimmer (Mediziner)
Karl Wimmer (* 24. Oktober 1910 in Mainz; † 13. Oktober 1946 in Rendsburg) war ein deutscher Mediziner und Stabsarzt der Luftwaffe.

## Leben
Wimmer absolvierte nach dem Abschluss seiner Schullaufbahn ein Studium der Medizin und schloss das Studium 1935 an der Universität München mit Promotion zum Dr. med. ab. Der Titel seiner Dissertation lautete Über die beim Samennachschub wirksamen Kräfte. Später habilitierte er sich noch.
Nach Studienende war Wimmer Assistent von August Hirt an der Universität Greifswald und folgte Hirt 1938 an das Anatomische Institut der Universität Frankfurt. Wimmer wurde 1937 Mitglied der NSDAP und stieg in der SA bis zum Sanitätsscharführer auf.
Nach Beginn des Zweiten Weltkrieges wurde Wimmer wahrscheinlich zur Wehrmacht eingezogen. Spätestens ab 1942 war Wimmer neben Anton Kiesselbach wiederum Assistent von Hirt an der Reichsuniversität Straßburg. Dort experimentierte Hirt mit seinen Assistenten zum Kampfgas Lost. Die Versuche wurden später an Tieren und ab November 1942 an Häftlingen des KZ Natzweiler-Struthof durchgeführt. Während der Versuchsreihen erlitten auch Wimmer und Hirt Schädigungen durch Lost. Unter der Aufsicht von Hirt führte Wimmer die Lostversuche an den KZ-Häftlingen durch. Der ehemalige Revierkapo Ferdinand Holl berichtete nach Kriegsende von diesen Experimenten, bei denen z. B. während einer ersten Versuchsreihe 30 Häftlinge schwere Verbrennungen und Lungenschäden erlitten. In der Folgezeit verstarben von den 30 Häftlingen mindestens acht.
Eine Versetzung von Wimmer zum XI. Fliegerkorps im April 1943 wurde auf Betreiben von Wolfram Sievers, Geschäftsführer der SS-Forschungsgemeinschaft Deutsches Ahnenerbe, zurückgenommen. Wimmer kehrte Anfang August 1943 wieder auf seine Assistenzstelle nach Straßburg zurück. Nach der Einnahme Straßburgs durch die US-Armee Ende November 1944 wurden Wimmer und Kiesselbach zur Wehrmacht eingezogen.
Nach Kriegsende befand sich Wimmer in alliierter Internierung und verübte dort im Oktober 1946 Suizid.